# Manager des Jahres
Manager des Jahres ist eine seit 1995 durchgängig vom Manager Magazin und zuvor von wechselnden Wirtschaftsmagazinen alljährlich vergebene Auszeichnung. 

## Titelträger des Manager Magazins (seit 1995)
- 1995: Jürgen Dormann (Hoechst/Aventis)[1]
- 1996: Henning Schulte-Noelle (Allianz)[2]
- 1997: Robert Louis-Dreyfus (Adidas)[2]
- 1998: Jürgen Schrempp (Daimler-Benz)[2]
- 1999: Jürgen Weber (Lufthansa)[2]
- 2000: Michael Frenzel (TUI)[3]
- 2001: Michael Otto (Otto Group)[4]
- 2002: Jürgen Strube (BASF)[5]
- 2003: Klaus Zumwinkel (Deutsche Post)[6]
- 2004: Manfred Wennemer (Continental)[7]
- 2005: Jürgen Hambrecht (BASF)[8]
- 2006: Wolfgang Reitzle (Linde)[9]
- 2007: Werner Wenning (Bayer)[10]
- 2008: Werner Müller (Evonik)[11]
- 2009: Hans-Jörg Bullinger (Fraunhofer-Gesellschaft)[12]
- 2010: Herbert Hainer (Adidas)[13]
- 2011: Norbert Reithofer (BMW)[14]
- 2012: Martin Winterkorn (VW)[15]
- 2013: Mark Schneider (Fresenius)[16]
- 2014: Marijn Dekkers (Bayer)[17]
- 2015: Karl-Ludwig Kley (Merck)[18]
- 2016: Klaus Gehrig (Schwarz-Gruppe)[19]
- 2017: Carsten Spohr (Lufthansa)[20]
- 2018: Bill McDermott (SAP)[21]
- 2019: Kasper Rorsted (Adidas)[22]
- 2020: Timotheus Höttges (Deutsche Telekom)[23]
- 2021: Ola Källenius (Mercedes-Benz)[24]
- 2022: Theodor Weimer (Deutsche Börse)[25]
- 2023: Joachim Wenning (Münchener Rück)[26]

## Frühere Preisträger
- 1983, 1991 Detlev Karsten Rohwedder (Hoesch bzw. Treuhandanstalt, verliehen vom Industrie-Magazin)
- 1985 Heinz Nixdorf (Nixdorf Computer AG)[27]
- 2001 Ulrich Hartmann (VEBA, verliehen von der Wirtschaftswoche)
- 1991 Heinz Schimmelbusch (Metallgesellschaft, verliehen vom Manager Magazin)